# 泰派
泰派，是匈牙利豪伊杜-比豪尔州所辖的一个村。总面积23.22平方公里，总人口1116，人口密度48.1人/平方公里（2011年1月1日）。